# 埃雷德高格羅斯
在托爾金（J. R. R. Tolkien）的小說裡，埃雷德高格羅斯（Ered Gorgoroth）或恐怖之山（Mountains of Terror）是貝爾蘭（Beleriand）北部的山脈。
埃雷德高格羅斯是高地多索尼安（Dorthonion）的南面邊界，將多索尼安及阿德加藍草原（Ard-galen）從貝爾蘭劃分出來。
狀似蜘蛛的生物昂哥立安（Ungoliant）以埃雷德高格羅斯為它的臨時居所，並孵化了許多邪惡蜘蛛，它們的蜘蛛網吸收光線，故多瑞亞斯（Doriath）的辛達族（Sindar）精靈取名為恐怖之山。
埃雷德高格羅斯有一些不為人知的通道，只有魔苟斯（Morgoth）的半獸人會使用。整個第一紀元（First Age）只有巴拉漢（Barahir）之子貝倫（Beren）通過山脈，他從沒有說過這恐怖旅程。
憤怒之戰（War of Wrath）爆發，埃雷德高格羅斯沉沒，多索尼安的高地以島嶼形式倖存。